# IPP Trophy 2011
Il IPP Trophy 2011 è stato un torneo professionistico di tennis maschile giocato sul cemento indoor. È stata la 24ª edizione del torneo, facente parte dell'ATP Challenger Tour nell'ambito dell'ATP Challenger Tour 2011. Si è giocato al Centre Sportif de la Queue d'Arve di Ginevra in Svizzera dal 7 al 13 novembre 2011.

## Partecipanti

### Teste di serie
| Nazionalità | Giocatore          | Ranking* | Testa di serie |
| ----------- | ------------------ | -------- | -------------- |
| Belgio      | Olivier Rochus     | 69       | 1              |
| Belgio      | Steve Darcis       | 89       | 2              |
| Germania    | Matthias Bachinger | 90       | 3              |
| Slovacchia  | Martin Kližan      | 92       | 4              |
| Slovacchia  | Karol Beck         | 100      | 5              |
| Francia     | Stéphane Robert    | 102      | 6              |
| Argentina   | Horacio Zeballos   | 108      | 7              |
| Lituania    | Ričardas Berankis  | 112      | 8              |

- 1 Ranking al 31 ottobre 2011.

### Altri partecipanti
Giocatori che hanno ricevuto una wild card:
- Stéphane Bohli
- Evgenij Donskoj
- Michael Lammer
- Alexander Sadecky

Giocatori che sono passati dalle qualificazioni:
- Holger Fischer
- Albano Olivetti
- Clément Reix
- Miša Zverev

## Campioni

### Singolare
Malek Jaziri ha battuto in finale  Miša Zverev con il punteggio di 4–6, 6–3, 6–3

### Doppio
Igor' Andreev /  Evgenij Donskoj hanno battuto in finale  James Cerretani /  Adil Shamasdin con il punteggio di 7–6(1), 7–6(2)